# مجله مالی رفتاری
مجله مالی رفتاری(به انگلیسی: Journal of Behavioral Finance) یک مجله دانشگاهی داوری دقیق فصلی است که تحقیقات رشته مالی رفتاری را پوشش می‌دهد. این مجله در سال ۲۰۰۰ به نام مجله روان‌شناسی و بازار مالی (Journal of Psychology and Financial Markets) منتشر شد. هیئت مدیره ویراستاری مجله برایان بروس، دیوید درمان، پاول اسلویک و ارنزلد وود بودند. سردبیر مجله gunduz caginalp از سال (۲۰۰۵–۲۰۰۰) بود؛ و در حال حاضر برایان بروس سردبیر مجله است.